# درو هنلي
درو هنلي (بالإنجليزية: Drewe Henley)‏ هو ممثل بريطاني، ولد في 1940 في المملكة المتحدة، وتوفي في 14 فبراير 2016.

## أعمال

### أفلام
- (2016)  قصة من حرب النجوم[4]

## وصلات خارجية
- درو هنلي على موقع IMDb (الإنجليزية)
- درو هنلي على موقع أول موفي (الإنجليزية)
- درو هنلي على موقع قاعدة بيانات برودواي على الإنترنت (الإنجليزية)
- درو هنلي على موقع قاعدة بيانات الأفلام السويدية (السويدية)
- درو هنلي على موقع قاعدة بيانات الفيلم (الإنجليزية)
- درو هنلي على موقع كينوبويسك (الروسية)